# 上道町
上道町（じょうとうちょう）は、かつて岡山県上道郡にあった町である。1971年（昭和46年）5月1日に岡山市に編入され廃止された。現在は同市東区の上道地域となっている。

## 歴史
地名「上道」は古代には「かみつみち」と呼ばれ、中世以降は「じょうとう」と音読されるようになった。古来は旧山陽道が地域を縦断し、一日市（ひといち）は名刀「備前長船」で有名な福岡の市（瀬戸内市）と吉井川の対岸に位置した宿場町であった。また、戦国時代には沼にあった沼城（亀山城）を岡山城下町を築いた宇喜多氏が一時期居城としており、現在は弁天山と呼ばれている。
上道町域は備前国上道郡那紀郷・日下郷・豆田郷・居都郷に属し、1603年（慶長8年）以後池田氏の所領となり明治維新に至った。
1889年（明治22年）6月1日の町村制施行により、御休村・角山村・平島村・浮田村が発足した。御休村の由来は、明治天皇が巡幸し、一日市（ひといち）でご休息したとされている。浮田村の由来は、宇喜多直家の居城であった亀山城址があることから村名を浮田とした。角山村の由来は、内ケ原東北方に横たわる角山から角山村と名付けた。平島村の由来は、村の中央にあたる両平島から、平島村と名付けた。戦後、1952年7月に御休・角山・平島の3村で合併気運が高まり、翌1953年に合併し上道町が発足した。町名は上古から上道国と呼ばれた地であり、また上道郡に属していたことから命名された。その後、1955年には地理的、経済的に関係が深かった浮田村を編入した。
1971年5月1日、上道町は岡山市に編入合併され、町制時の21大字のうち北方は上道を冠称した上で他の20大字とともに同市の大字に継承された。

### 沿革
- 1889年（明治22年）6月1日 町村制施行。
  - 西祖村・吉井村・一日市村・寺山村・浅川村・矢井村・楢原村が合併し、上道郡御休村が発足。
  - 竹原村・内ヶ原村・才崎村・百枝月村が合併し、上道郡角山村が発足。
  - 砂場村・東平島村・西平島村・南古都村・浦間村が合併し、上道郡平島村が発足。
  - 北方村・中尾村・沼村・草ヶ部村・谷尻村が合併し、上道郡浮田村が発足。
- 1934年（昭和9年） 新庄山麓に三徳塾開設（現：岡山県立青少年農林文化センター三徳園）。
- 1953年（昭和28年）4月1日 平島村・御休村・角山村が合併し、上道町が発足。
- 1955年（昭和30年）2月11日 浮田村が上道町に編入。
- 1971年（昭和46年）5月1日 上道町が岡山市に編入。同日上道郡消滅。
- 1986年（昭和61年）11月1日 上道駅開業。
- 1999年（平成11年）3月24日 岡山バイパスが浅川まで全線開通。
- 2009年（平成21年）4月1日 岡山市が政令指定都市に移行し、上道の行政区は東区となる。

## 人口
| \| 1950年（昭和25年） \| 7,297人 \| \| \| 1955年（昭和30年） \| 7,096人 \| \| \| 1960年（昭和35年） \| 6,934人 \| \| \| 1965年（昭和40年） \| 6,548人 \| \| \| 1970年（昭和45年） \| 6,759人 \| \| |         |  |
| 総務省統計局 / 国勢調査（1970年） |         |  |
| 1950年（昭和25年） | 7,297人 |  |
| 1955年（昭和30年） | 7,096人 |  |
| 1960年（昭和35年） | 6,934人 |  |
| 1965年（昭和40年） | 6,548人 |  |
| 1970年（昭和45年） | 6,759人 |  |